# A New Day in Old Sana'a
A New Day in Old Sana'a è un film del 2005, diretto da Bader Ben Hirsi, con Paolo Romano. 

## Trama
Una notte Tariq scorge da lontano per le altrimenti deserte vie di Sana'a la propria promessa sposa Bilquis, con indosso l'abito su misura che le aveva regalato, e rimane abbagliato dal suo aspetto, pur essendo lei completamente velata, e considerando il fatto che i due giovani, tranne che nell'infanzia, non si erano frequentati, come d'uso nel paese nel caso di un matrimonio combinato dalle famiglie.
Il giorno dopo Tariq riferisce il fatto a Federico, il fotografo italiano per il quale lavora; e nello stesso tempo la voce si sparge per l'intero gruppo di conoscenti locali, che si meravigliano di come abbia potuto Bilquis, proveniente fra l'altro da una famiglia altolocata, vagare sola di notte, senza un accompagnatore maschile, come è appropriato secondo la religione islamica. Si viene quindi a sapere che la donna non era Bilquis, ma Ines, una giovane orfana di provenienza assai più modesta che vive con la nonna ed il fratellino, e che lavora dipingendo decorazioni corporali cosmetiche con una tintura simile all'henné, che aveva applicato la mattina stessa a Bilquis. Ines viene quindi rintracciata dalla polizia in quanto sospettata del furto dell'abito, che invece, come si chiarisce più avanti, ella aveva trovato quella notte per terra, gettato dalla finestra dalla stessa Bilquis, che snobbistiamente non aveva gradito il presente del promesso sposo.
Ines confessa all'amica Amal di essere da tempo innamorata di Tariq, il quale a sua volta si dichiara attratto esclusivamente della donna che ha visto di notte, fosse o non fosse Bilquis. Inizia dunque per lui, a pochi giorni dal matrimonio, un'interna lacerazione, che lo vede combattere fra la fedeltà ai costumi tradizionali, secondo i quali la famiglia ha scelto per lui la futura sposa, ed il sentimento. Tariq propone infine a Ines di fuggire insieme, e si danno appuntamento per la mezzanotte su uno dei ponti della città. Tuttavia Tariq è stato visto recarsi alla casa di Ines, e, di nuovo, il pettegolezzo si sparge in fretta, raggiungendo anche il luogo della sontuosa festa pre-matrimoniale data da Bilquis. Gli invitati se ne vanno, e Bilquis, che peraltro non era esente da dubbi ella stessa, ha capito perfettamente la situazione.
Quella notte Federico vede Ines aspettare lungamente ed invano sul ponte: Tariq si è pentito, ed ha scelto di accettare Bilquis in sposa. Da allora Ines si reca ogni notte al ponte, sperando che prima o poi il suo amato compaia, e sorga per lei un giorno nuovo nella vecchia capitale.

## Notizie sul film
A New Day in Old Sana'a, che esiste in una versione inglese ed in una araba (con sottotitoli inglesi), è stato girato a Sana'a, la capitale dello Yemen, ed è stato il primo film yemenita ad essere presentato al festival di Cannes; in seguito è stato premiato come miglior film in lingua araba al 29° Cairo International Film Festival (2005).
Il film è stato pubblicizzato come il primo lungometraggio yemenita in assoluto. 